# Andreas Bongard

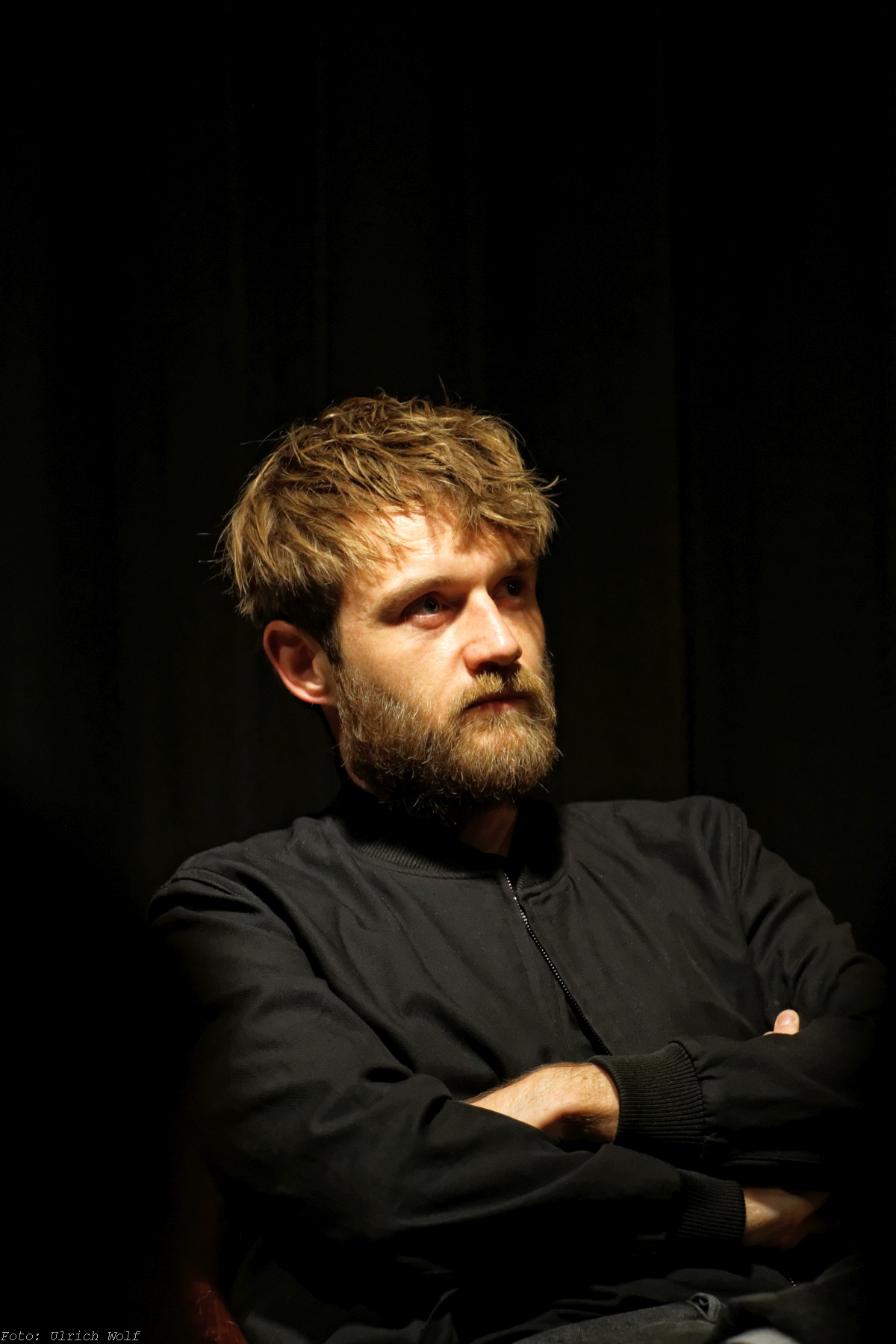
Andreas Bongard (2023)

Andreas Bongard (* 4. März 1988 in Limburg an der Lahn) ist ein deutscher Schauspieler, Sänger und Songwriter.

## Biografie
Andreas Bongard studierte an der Folkwang Universität der Künste in Essen und absolvierte nach seinem Diplom-Abschluss ein Master-Studium an der New York University als Stipendiat der Rotary Foundation. Seine künstlerischen Leistungen wurden mit einem Vollstipendium der Zukunftsinitiative Rheinland-Pfalz und einem Exzellenzstipendium der New York University ausgezeichnet.
Bereits während seines Studiums spielte er in New York u. a. am Provincetown Playhouse, am Frederick Loewe Theatre und am Skirball Center of the Performing Arts und trat in Spielstätten wie der Radio City Music Hall oder dem Yankee Stadium auf.
2014 erhielt er die Rolle des Sportreporters Paul Ackermann in der Weltpremiere der Bühnen-Adaption von Das Wunder von Bern nach Sönke Wortmann am neu eröffneten Theater an der Elbe in Hamburg und kehrte nach Deutschland zurück. Es folgten zahlreiche Hauptrollen im In- und Ausland u. a. Tony in West Side Story (Theater St. Gallen), Carl Bruner in Ghost – Das Musical  (Theater des Westens Berlin), Nino Quincompoix in der Europapremiere von Die fabelhafte Welt der Amélie (Werk 7 Theater, München), Johann Friedel und Benedikt Schack in der Weltpremiere von Stephen Schwartz´s Schikaneder (Raimund Theater Wien) unter der Regie von Trevor Nunn, Harold Bride in Titanic (Bad Hersfelder Festspiele) Claude und Woof in Hair (Landestheater Detmold, Theater Magdeburg), Corny Collins in Hairspray (Staatstheater Nürnberg), Jamie in The Last 5 Years (Theater im Palais, Berlin) oder eine der Hauptfiguren in der Uraufführung des Liederabends Nicht Anfassen, geschrieben und inszeniert von Franz Wittenbrink am St. Pauli Theater Hamburg. In der Ballettrevue Bernstein Dances war er 2021 als Gesangssolist unter der Regie von John Neumeier an der Staatsoper Hamburg zu erleben.
2021 trat er unter dem Künstlernamen Bongard zum ersten Mal als Singer/Songwriter in Erscheinung und veröffentlichte seine Debüt-EP „Prologue“.
Bei den 72. Bad Hersfelder Festspielen 2023 war Bongard in der Rolle des Jesus von Nazareth in Jesus Christ Superstar unter der Regie von Stefan Huber zu sehen. Zudem gewann er für seine Darstellung den Zuschauerpreis der Festspiele.
Im Frühjahr 2024 war Andreas Bongard als Solist mit der Konzertreihe Disney in Concert auf Tour durch Deutschland und Österreich. Von Oktober 2024 bis März 2025 war er im Hamburger Operettenhaus in der Rolle des William Shakespeare im Musical & Julia zu sehen.
Andreas Bongard lebt in Berlin.

## Filmografie
- 2018: Zu viel Glück (Kurzspielfilm)
- 2021: Neonazur (Kurzspielfilm)
- 2022: Die Kaiserin
- 2023: Notruf Hafenkante

## Diskografie
als Bongard
- 2021: Too Late in the Day (Single)
- 2021: No getting over you (Single)
- 2021: Two (Single)
- 2021: Glitter and Gold (Single)
- 2021: Prologue (EP)

## Synchronisation und Voice-Over (Auswahl)
- 2019: Cats (Laurie Davidson als Mister Mistroffeles)
- 2020: Cory Flitzer (Gesang)
- 2022: Disney’s The wonderful winter of Mickey Mouse (Duett mit Katharine Mehrling)
- 2023: Der Geist und Molly McGee (Gesang)

## Theater
- 2011: High Fidelity (Dick), Theater im Rathaus, Essen (EA), Regie: Gil Mehmert
- 2012: City of Angels (Werner, Luther, Yamato), Frederick Loewe Theatre, New York City, Regie: John Simpkins
- 2012: Hair (Claude), Landestheater Detmold, Regie: Dirk Böhling
- 2012: Ein Mann geht durch die Wand (Dutilleul), Theater im Rathaus, Essen (DEA), Regie: Gil Mehmert
- 2012: One Touch of Venus (Rodney Hatch), Bayer Kulturhaus, Leverkusen, Regie: Reinhard Friese
- 2013: Oh, what a lovely war (General von Moltke), Provincetown Play House, New York City, Regie: Meg Bussert (Tony-Nominierung)
- 2013: The Sweet Smell Of Success (Senator), Skirball Center of the Arts, New York City, Regie: John Simpkins
- 2014: Das Wunder von Bern (Paul Ackermann), Stage Theater an der Elbe, Hamburg (UA), Regie: Gil Mehmert
- 2014: The Light in the Piazza (Staged Reading, Fabrizio Nacarelli), NYU Black Box Theatre, New York City, Regie: Frank Schiro
- 2014: Carousel (Whaler, Ensemble), Frederick Loewe Theater, New York City, Regie: William Wesbrooks
- 2015/16/17: West Side Story (Tony), Theater St. Gallen, Regie: Melissa King
- 2016: Hair (Woof), Theater Magdeburg, Regie: Erik Petersen
- 2016/17: Schikaneder (Johann Friedel, Benedikt Schack), Raimund Theater Wien, (UA), Regie: Trevor Nunn
- 2017: Titanic (Harold Bride), Bad Hersfelder Festspiele, Regie: Stefan Huber
- 2017: Die Brücken am Fluss (Michael Johnston), Stadthalle Chemnitz, Regie: Christian Alexander Müller
- 2017/18: Ghost – Nachricht von Sam (Carl Bruner), Theater des Westens, Berlin (DEA), Regie: Matthias Davids
- 2019: Die Fabelhafte Welt der Amelie (Nino Quincompoix), Werk 7 Theater, München (DEA), Regie: Christoph Drewitz
- 2020/21: Nicht Anfassen (Timmy Eilish), St Pauli Theater Hamburg (UA), Regie: Franz Wittenbrink
- 2021: Bernstein Dances (Vokal – Solist), Hamburgische Staatsoper, Regie: John Neumeier
- 2021: The Addams Family (Lucas Beinike), Theater Nordhausen, Regie: Ivan Alboresi
- 2022: Jane Eyre (Saint John Rivers/Robert), Theater Nordhausen (DEA), Regie: Ivan Alboresi
- 2022/23: Hairspray (Corny Collins), Staatstheater Nürnberg, Regie: Melissa King
- 2023: Die letzten fünf Jahre (Jamie Wellerstein), Theater im Palais, Berlin
- 2023: Jesus Christ Superstar (Jesus von Nazareth), Bad Hersfelder Festspiele, Berlin, Regie: Stefan Huber, Choreografie: Melissa King, Musikalische Leitung: Christoph Wohlleben
- 2024/25: & Julia (William Shakespeare), Stage Operettenhaus, Hamburg[9]